# Leichtathletik-Europameisterschaften 1974/800 m der Männer

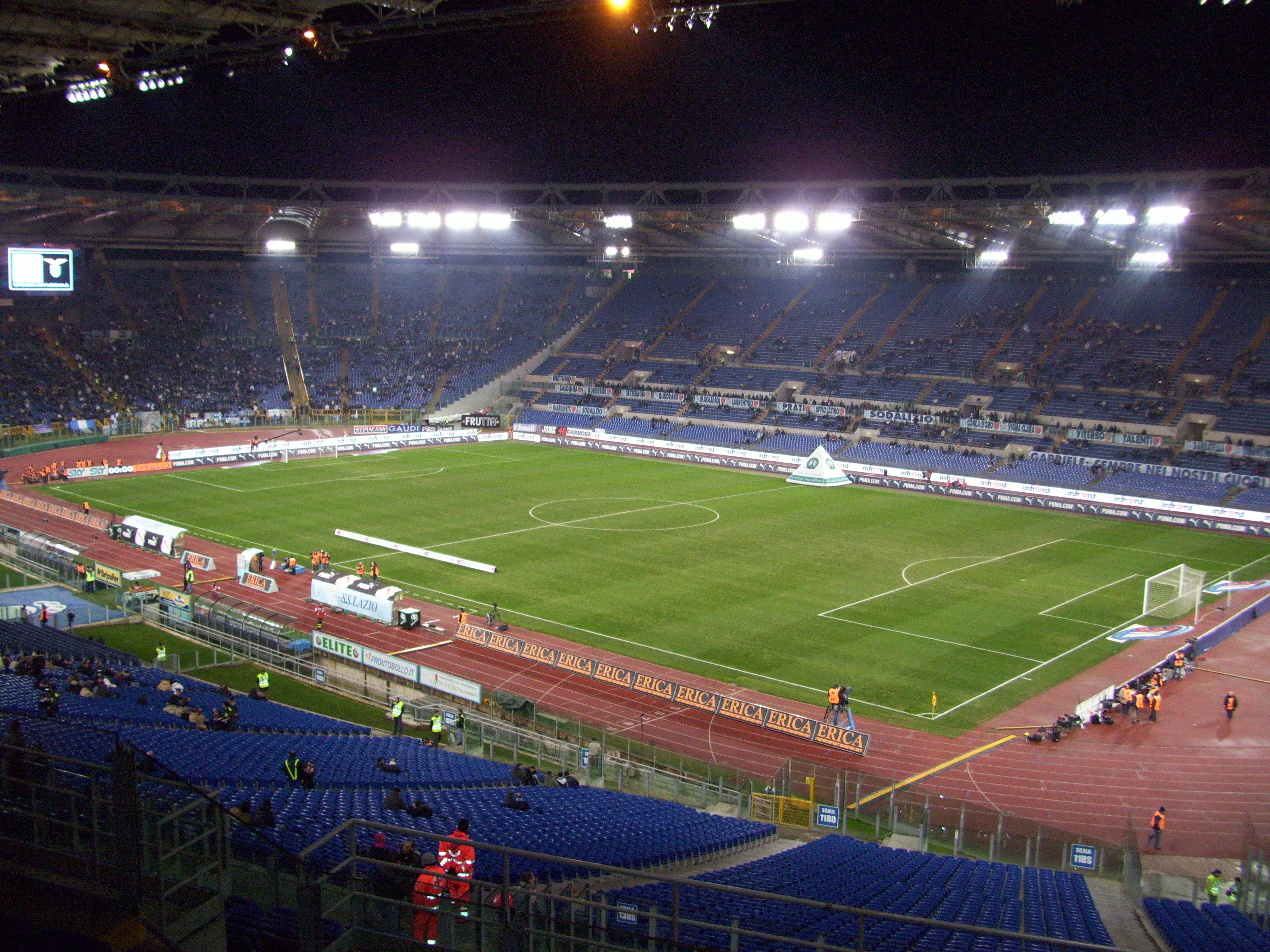
Das Olympiastadion von Rom im Jahr 2009

Der 800-Meter-Lauf der Männer bei den Leichtathletik-Europameisterschaften 1974 wurde vom 2. bis 4. September 1974 im Olympiastadion von Rom ausgetragen.
Europameister wurde der Jugoslawe Luciano Sušanj. Er siegte vor dem Briten Steve Ovett. Der Finne Markku Taskinen errang überraschend die Bronzemedaille.

## Rekorde

### Bestehende Rekorde
| Weltrekord           | 1:43,7 min  | Marcello Fiasconaro | Mailand, Italien      | 27. Juni 1973   |
| Europarekord         | 1:43,7 min  | Marcello Fiasconaro | Mailand, Italien      | 27. Juni 1973   |
| Meisterschaftsrekord | 1:45,61 min | Jewgeni Arschanow   | EM Helsinki, Finnland | 12. August 1971 |

### Rekordverbesserungen
Der bestehende EM-Rekord wurde verbessert und gleichzeitig gab es einen neuen Landesrekord.
- Meisterschaftsrekord: 1:44,07 min – Luciano Sušanj (Jugoslawien), Finale am 4. September
- Landesrekord: 1:44,07 min – Luciano Sušanj (Jugoslawien), Finale am 4. September

## Legende
- CR: Championshiprekord
- NR: Nationaler Rekord

## Vorrunde
2. September 1974
Die Vorrunde wurde in vier Läufen durchgeführt. Die ersten drei Athleten pro Lauf – hellblau unterlegt – und darüber hinaus vier zeitschnellste Läufer – hellgrün unterlegt – qualifizierten sich für das Halbfinale. Der zweite Vorlauf war so schnell, dass alle über die Zeit für das Finale qualifizierten Sportler aus diesem Rennen kamen.

### Vorlauf 1
| Platz | Name                | Nation         | Zeit (min) |
| ----- | ------------------- | -------------- | ---------- |
| 1     | Johan Van Wezer     | Belgien        | 1:47,7     |
| 2     | Gerhard Stolle      | DDR            | 1:47,7     |
| 3     | Marcello Fiasconaro | Italien        | 1:47,8     |
| 4     | Heinz Langenbach    | BR Deutschland | 1:47,9     |
| 5     | David McMeekin      | Großbritannien | 1:48,1     |
| 6     | Andrés Ballbé       | Spanien        | 1:48,2     |
| 7     | Günther Hasler      | Liechtenstein  | 1:50,2     |

### Vorlauf 2
| Platz | Name                | Nation           | Zeit (min) |
| ----- | ------------------- | ---------------- | ---------- |
| 1     | Gheorghe Ghipu      | Rumänien         | 1:46,9     |
| 2     | Steve Ovett         | Großbritannien   | 1:47,0     |
| 3     | Jozef Plachý        | Tschechoslowakei | 1:47,1     |
| 4     | Wladimir Ponomarjow | Sowjetunion      | 1:47,1     |
| 5     | Fernando Mamede     | Portugal         | 1:47,5     |
| 6     | Åke Svenson         | Schweden         | 1:47,5     |
| 7     | Willi Wülbeck       | BR Deutschland   | 1:47,6     |

### Vorlauf 3
| Platz | Name                | Nation           | Zeit (min) |
| ----- | ------------------- | ---------------- | ---------- |
| 1     | Luciano Sušanj      | Jugoslawien      | 1:48,4     |
| 2     | Dieter Fromm        | DDR              | 1:48,6     |
| 3     | Markku Taskinen     | Finnland         | 1:48,7     |
| 4     | Sven-Erik Nielsen   | Schweden         | 1:48,9     |
| 5     | Ján Šišovský        | Tschechoslowakei | 1:48,9     |
| 6     | Stavros Mermingis   | Griechenland     | 1:49,8     |
| 7     | Sven-Johan Svendsen | Norwegen         | 1:50,9     |

### Vorlauf 4
| Platz | Name                | Nation         | Zeit (min) |
| ----- | ------------------- | -------------- | ---------- |
| 1     | Hans-Henning Ohlert | DDR            | 1:49,7     |
| 2     | Marcel Philippe     | Frankreich     | 1:49,8     |
| 3     | Josef Schmid        | BR Deutschland | 1:49,9     |
| 4     | Pawel Litowtschenko | Sowjetunion    | 1:50,0     |
| 5     | Nicolae Onescu      | Rumänien       | 1:50,1     |
| 6     | Jean Kaiser         | Luxemburg      | 1:54,2     |

## Halbfinale
3. September 1974, 17:20 Uhr
In den beiden Halbfinalläufen qualifizierten sich die jeweils ersten vier Athleten – hellblau unterlegt – für das Finale.

### Lauf 1
| Platz | Name                | Nation           | Zeit (min) |
| ----- | ------------------- | ---------------- | ---------- |
| 1     | Steve Ovett         | Großbritannien   | 1:47,1     |
| 2     | Luciano Sušanj      | Jugoslawien      | 1:47,2     |
| 3     | Gerhard Stolle      | DDR              | 1:47,4     |
| 4     | Willi Wülbeck       | BR Deutschland   | 1:47,4     |
| 5     | Marcel Philippe     | Frankreich       | 1:47,5     |
| 6     | Åke Svenson         | Schweden         | 1:47,7     |
| 7     | Jozef Plachý        | Tschechoslowakei | 1:47,9     |
| 8     | Hans-Henning Ohlert | DDR              | 1:48,6     |

### Lauf 2
| Platz | Name                | Nation         | Zeit (min) |
| ----- | ------------------- | -------------- | ---------- |
| 1     | Wladimir Ponomarjow | Sowjetunion    | 1:47,6     |
| 2     | Marcello Fiasconaro | Italien        | 1:47,7     |
| 3     | Dieter Fromm        | DDR            | 1:47,7     |
| 4     | Markku Taskinen     | Finnland       | 1:47,7     |
| 5     | Gheorghe Ghipu      | Rumänien       | 1:47,8     |
| 6     | Johan Van Wezer     | Belgien        | 1:48,0     |
| 7     | Fernando Mamede     | Portugal       | 1:48,5     |
| 8     | Josef Schmid        | BR Deutschland | 1:48,6     |

## Finale

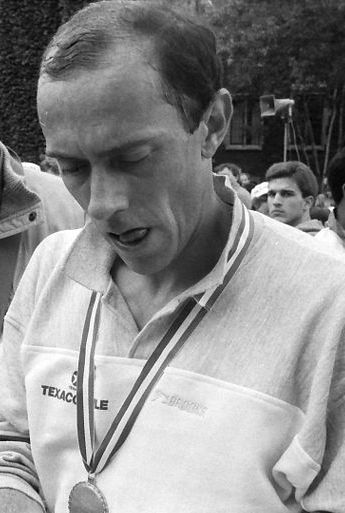
Steve Ovett – nach seinem Titel als Junioreneuropameister 1973 errang der Brite auch in der Europaelite eine Medaille

4. September 1974
| Platz | Name                | Nation         | Zeit (min)    |
| ----- | ------------------- | -------------- | ------------- |
| 1     | Luciano Sušanj      | Jugoslawien    | 1:44,07 CR/NR |
| 2     | Steve Ovett         | Großbritannien | 1:45,77       |
| 3     | Markku Taskinen     | Finnland       | 1:45,89       |
| 4     | Wladimir Ponomarjow | Sowjetunion    | 1:46,02       |
| 5     | Gerhard Stolle      | DDR            | 1:46,19       |
| 6     | Marcello Fiasconaro | Italien        | 1:46,28       |
| 7     | Dieter Fromm        | DDR            | 1:46,29       |
| 8     | Willi Wülbeck       | BR Deutschland | 1:46,31       |